# Marburger Konvent
Der Marburger Konvent studentischer Verbindungen (MK) ist ein Korporationsverband von Turnerschaften. Er besteht aus sechs Studentenverbindungen mit Sitz in Hannover (3), Braunschweig, Bonn und Berlin.

## Geschichte
Der MK bildete sich zunächst unter der Bezeichnung Marburger Kreis innerhalb des Coburger Conventes (CC) als lockere Gesprächsrunde von Turnerschaften (und anfangs auch einigen Landsmannschaften), die das Bestreben zusammenführte, das Sportprinzip des Verbandes stärker zu verwirklichen, das Fechten als mögliche Alternative neben andere Sportarten zu stellen und die Entscheidung über die Frage der Pflichtmensur den einzelnen Bünden zu überlassen.
Als Pfingsten 1971 die große Mehrheit der CC-Bünde auf der Beibehaltung der Pflichtmensuren bestand (siehe auch: Mensur (Studentenverbindung)#Studentenbewegung), traten die andersdenkenden Bünde im Laufe der nächsten Monate aus dem CC aus. 13 von ihnen schlossen sich am 6. November 1971 auf dem Haus der Turnerschaft Philippina zu Marburg zu einem neuen Verband zusammen mit folgenden Grundsätzen:
- Lebensbindung an den Bund (Lebensbundgrundsatz),
- Demokratische Ordnung des Bundeslebens (Conventsgrundsatz)
- Förderung der Haltung und Einsatzbereitschaft der Einzelmitglieder im Bund, in der Hochschule, im Beruf und in der Gesellschaft (Persönlichkeitsgrundsatz)
- Bejahung der verfassungsmäßigen Grundrechte sowie des demokratischen und sozialen Rechtsstaates
- Führung von Verbindungsfarben als Ausdruck der inneren und äußeren Zusammengehörigkeit (Farbengrundsatz) und
- Pflege von Leibesübungen (Sportgrundsatz).

Im Jahr 1972/73 nahm man den Namen Marburger Konvent an, seit Pfingsten 1975 lautet die offizielle Bezeichnung Marburger Konvent studentischer Verbindungen. In den 1990er Jahren hatte der Marburger Konvent ca. 2500 Mitglieder (370 Aktive, 2127 Alte Herren).
Bis 2007 war der MK Mitglied im Convent Deutscher Korporationsverbände (CDK).

## Veranstaltungen
Der Marburger Konvent trifft sich alljährlich zu Pfingsten in Hann. Münden zu einem gemeinsamen Kommers, einer Verbandsversammlung und zu einem umfangreichen Sportvergleich. Letzterer beinhaltet neben den klassischen Leichtathletikdisziplinen (100 m, Weit, Kugel, 3000 m, Staffel) auch einen märkischen Dreikampf und ein Kleinfeld-Fußballturnier.

## Mitgliedsverbindungen
- Turnerschaft Alania Braunschweig
- Turnerschaft Alemanno-Borussia zu Berlin
- Turnerschaft Armino-Hercynia Hannover
- Turnerschaft Germania zu Bonn
- Turnerschaft Hansea zu Hannover
- Turnerschaft Tuisko zu Hannover

Von den Gründungsbünden sind noch sechs Bünde im MK vertreten (Stand 2018). Die Turnerschaften Philippina (Marburg), Ghibellinia (Göttingen), Gottingo-Normannia Göttingen, Mündenia-Hercynia (Göttingen), Salia Jenensis (Göttingen), Eberhardina-Markomannia (Tübingen) und Palatia (Tübingen) sind nach ihrem Austritt (1995–2018) aus dem MK verbandsfrei.